# Bradley (Staffordshire)
Pour les articles homonymes, voir Bradley.
Bradley est un village et une paroisse civile du Staffordshire, en Angleterre.